# Oldřich Opletal
Oldřich Opletal (1. září 1908 – ???) byl český a československý politik Komunistické strany Československa a poúnorový poslanec Národního shromáždění ČSR.

## Biografie
V roce 1948 se uvádí jako úředník obchodní komory a předseda okresního národního výboru, bytem Šternberk.
Po volbách roku 1948 byl zvolen do Národního shromáždění za KSČ ve volebním kraji Olomouc. Mandát nabyl až dodatečně v prosinci 1950 jako náhradník poté, co rezignoval poslanec Josef Zuzaňák. V parlamentu setrval do konce funkčního období, tedy do voleb v roce 1954.